# جون إف كينيدي بلاتز

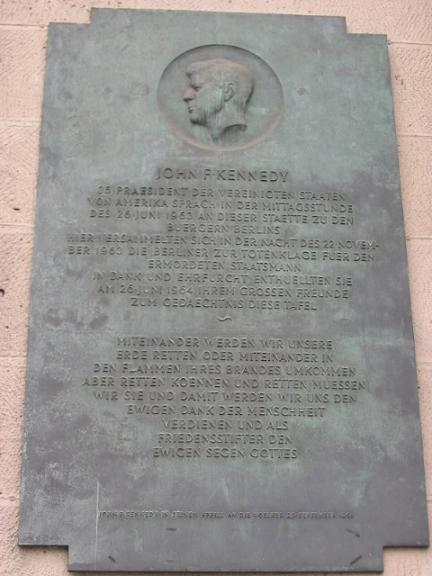
لوحة تذكارية لخطاب كينيدي بجوار المدخل الأمامي لراتهاوس شونبيرج

جون-كينيدي بلاتز (ساحة جون كينيدي)، سابقًا رودولف-وايلد-بلاتز، هي الساحة أمام قاعة المدينة القديمة في برلين الغربية (راتوس شونبيرج). هنا ألقى الرئيس الأمريكي جون كينيدي خطابه الشهير أمام سكان برلين، حيث قال: «Ich bin ein Berliner». تم تغيير اسم الميدان إلى جون إف كينيدي بلاتز في 25 نوفمبر 1963، بعد ثلاثة أيام من اغتيال كينيدي،  وتم تركيب لوحة كبيرة مخصصة لكينيدي على عمود عند مدخل قاعة المدينة. 

## روابط خارجية
- النص والصوت والفيديو لخطاب كينيدي في برلين